# Úrvalsdeild 1922
Úrvalsdeild 1922 byl 11. ročník nejvyšší islandské fotbalové ligy. Poosmé zvítězil Fram Reykjavík.

## Tabulka
| Poř. | Tým                | Z | V | R | P | VG | OG | B |
| ---- | ------------------ | - | - | - | - | -- | -- | - |
| 1.   | Fram Reykjavík     | 2 | 2 | 0 | 0 | 7  | 0  | 4 |
| 2.   | Víkingur Reykjavík | 2 | 0 | 1 | 1 | 1  | 1  | 1 |
| 3.   | KR Reykjavík       | 2 | 0 | 1 | 1 | 1  | 8  | 1 |